# Burg Jerichow
Die Burg Jerichow ist der Burgstall eines vormals slawischen Burgwalls beziehungsweise einer späteren deutschen Burg in der Stadt Jerichow im Osten des Landes Sachsen-Anhalt. Die Überreste der Burg sind als Bodendenkmal ausgewiesen.

## Geschichte

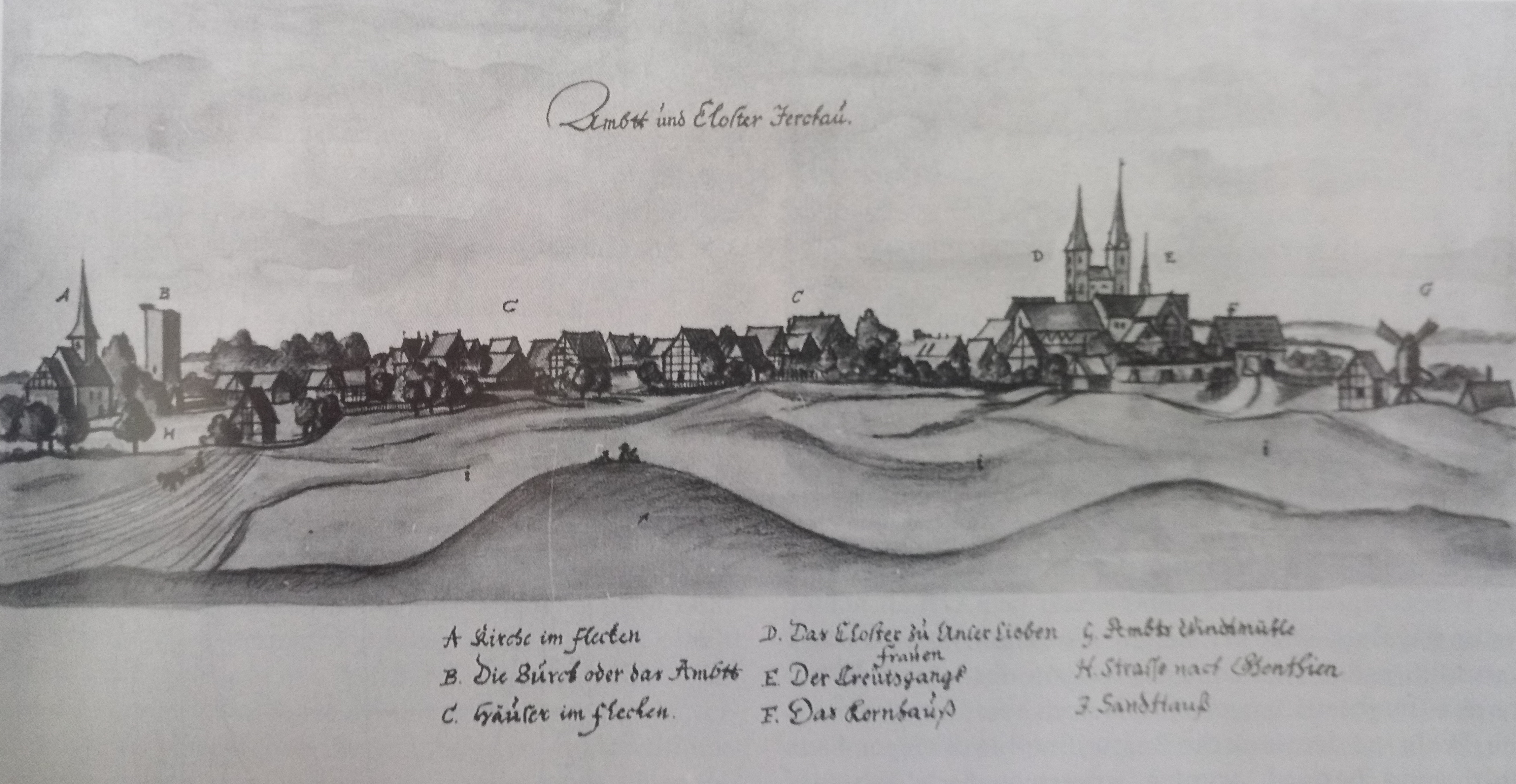
Stadtansicht Jerichows von 1655; Burg unter B: „Die Burck oder das Ambtt“

Zum Schutz der Westgrenze ihres Herrschaftsbereiches gegen die Deutschen errichteten die Slawen nach dem Aufstand von 983 Burgen bestehend aus Erdwällen und Palisaden aus Holz. Ein solcher Burgwall wurde auch in Jerichow unmittelbar an der Elbe, einem heutigen Altarm, an einer Furt errichtet. Die Burg lag am östlichen Ufer der Elbe. Die elbabgewandte Seite wurde mit einem künstlichen Flussarm gesichert, sodass es sich bei der Burg Jerichow um eine Wasserburg handelte.
Erstmals urkundlich erwähnt wurde die Burg 1144 im Zusammenhang mit der Gründung des Klosters Jerichow. Nach der deutschen Rückeroberung des Gebietes wurde die Jerichower Burg steinern ausgebaut. Lehnsherren vom 12. bis zum 14. Jahrhundert entstammten einer Familie de Jerichow. Nach mehreren Besitzerwechseln wurde die Burg Jerichow Sitz eines landesherrlichen Amtes und kam 1588 in den Besitz des Erzstifts Magdeburg. Im Zuge des Dreißigjährigen Krieges verfiel sie.
Die Burg Jerichow hatte eine etwa elliptische Grundfläche von etwa 70 Metern in ostwestlicher und 80 Metern in nordsüdlicher Ausdehnung. In einer Stadtansicht von 1655 ist ein Bergfried beziehungsweise Wehrturm erkennbar. Ein Amtserbbucheintrag um das Jahr 1680 beschreibt: „Das Amt hat seinen Namen von der alten Burg, so nächst dem Städtlein nach der Elbe wärts gelegen, ist an Gebäuden ganz öde und wüst und befindet sich darauf ein großer viereckiger Thurm samt einer alten Mauer, so vor alters fast total ruiniert und verfallen. [...] Die Burg ist mit einem gedoppelten Graben umfangen“.
Im Jahr 1769 wurde der Abriss der Ringmauer bewilligt. Das gewonnene Material wurde für den Bau eines sogenannten Seidenhauses verwendet. Den Burgturm trug man zu Beginn des 19. Jahrhunderts ab. Dessen Materialien verbaute man in der Kirchhofsmauer. 1893 wurde die Geländeerhebung des Burgstalls planiert und ein städtischer Park mit Baumbepflanzung angelegt.